# 에비노우와에역
에비노우와에역(일본어: えびの上江駅)은 일본 미야자키현 에비노시에 위치한 규슈 여객철도 깃토 선의 철도역이다. 단선 승강장 1면 1선의 구조를 갖춘 지상역이다.

## 이용 현황
| 연도     | 하루 평균 | 연도     | 하루 평균 |
| 2002년도 | 50        | 2008년도 | 38        |
| 2003년도 |           | 2009년도 | 26        |
| 2004년도 | 43        | 2010년도 | 22        |
| 2005년도 | 39        | 2011년도 | 27        |
| 2006년도 | 34        | 2012년도 | 35        |
| 2007년도 | 34        |          |           |
| -------- | --------- | -------- | --------- |

## 역 주변
- 에비노 시립 우와에 초등학교 · 중학교

## 역사
- 1957년 7월 5일 : 우와에역으로서 개업.
- 1990년 11월 1일 : 에비노우와에역으로 개칭.

## 인접 역
| 깃토 선              | 깃토 선   | 깃토 선                    |
| -------------------- | --------- | -------------------------- |
| 에바노 요시마쓰 방면 | ■ 깃토 선 | 에비노이노 미야코노조 방면 |